# トッド・マーティン
トッド・クリストファー・マーティン（Todd Christopher Martin, 1970年7月8日 - ）は、アメリカ合衆国イリノイ州ヒンズデール出身の元男子プロテニス選手。1994年全豪オープンと1999年全米オープン男子シングルスで、4大大会準優勝2度を記録した。シングルス自己最高ランキングは4位。ATPツアーでシングルス8勝、ダブルス5勝を挙げた。身長198cm、体重90kgの長身選手。右利き、バックハンド・ストロークは両手打ち。

## 選手経歴
マーティンはアメリカ人の男子プロテニス選手として、アンドレ・アガシ、ジム・クーリエ、ピート・サンプラス、マイケル・チャンなどと同年代に位置している。彼は4大タイトルを獲得できなかったが、前述の名選手たちとともにアメリカ男子テニスの黄金時代を築いたひとりだった。
イリノイ州のノースウェスタン大学で2年間プレーした後、1990年にプロ転向。前述の仲間たちに比べると、マーティンのプロ入りはかなり遅い。1993年5月にコーラルスプリングス国際テニス選手権でATPツアー初優勝を果たし、初めて世界ランキングトップ10に入る。1994年全豪オープンで初の4大大会決勝に進出したが、ピート・サンプラスに6-7, 4-6, 4-6のストレートで敗れて準優勝になる。この年はウィンブルドン選手権と全米オープンでの準決勝進出もあった。
1996年ウィンブルドン選手権で2年ぶり2度目の準決勝に進出したが、マラビーヤ・ワシントンとの試合は度重なる雨の中断に悩まされ、 7-5, 4-6, 7-6, 3-6で日没順延になる。翌日に持ち越された第5セットで、マーティンは何度かのマッチポイントを逃した末に8-10でワシントンに敗れ、決勝進出を逃した。
1997年は故障に悩み、シーズン7ヶ月間を棒に振ったが、1998年に2大会で復活優勝を遂げる。1999年全米オープンで5年ぶり2度目の4大大会決勝に進出したが、今度はアンドレ・アガシに4-6, 7-6, 7-6, 3-6, 2-6のフルセットで敗れて準優勝に終わった。
2000年シドニー五輪に出場したが、シングルス1回戦でライナー・シュットラーに敗退している。
マーティンは2004年全米オープン男子シングルス1回戦敗退を最後に現役を引退した。2006年からは世界各地を転戦して行われているシニアツアー大会アウトバック・チャンピオンズ・シリーズに参加。2007年シーズンはサンプラス、ジョン・マッケンローら往年の名選手を抑えて総合優勝を遂げた。

## ATPツアー決勝進出結果

### シングルス: 20回 (8勝12敗)
| 大会グレード                                  |
| グランドスラム (0-2)                          |
| テニス・マスターズ・カップ (0-0)              |
| グランドスラムカップ (0–1)                    |
| ATPマスターズシリーズ (0-1)                   |
| ATPインターナショナルシリーズ・ゴールド (3-4) |
| ATPインターナショナルシリーズ (5–4)           |

| サーフェス別タイトル |
| ハード (5–7)         |
| クレー (2-3)         |
| 芝 (1-0)             |
| カーペット (0-2)     |

| 結果   | No. | 決勝日         | 大会                 | サーフェス        | 対戦相手                 | スコア                            |
| ------ | --- | -------------- | -------------------- | ----------------- | ------------------------ | --------------------------------- |
| 準優勝 | 1.  | 1993年2月15日  | メンフィス           | ハード (室内)     | ジム・クーリエ           | 7–5, 6–7(4–7), 6–7(4–7)           |
| 優勝   | 1.  | 1993年5月17日  | コーラルスプリングス | クレー            | デビッド・ウィートン     | 6–3, 6–4                          |
| 準優勝 | 2.  | 1993年7月26日  | ワシントンD.C.       | ハード            | アモス・マンスドルフ     | 6–7(3–7), 5–7                     |
| 準優勝 | 3.  | 1993年8月2日   | モントリオール       | ハード            | ミカエル・ペルンフォルス | 6–2, 2–6, 5–7                     |
| 準優勝 | 4.  | 1993年10月18日 | 東京                 | カーペット (室内) | イワン・レンドル         | 4–6, 4–6                          |
| 準優勝 | 5.  | 1994年1月31日  | 全豪オープン         | ハード            | ピート・サンプラス       | 6–7(4–7), 4–6, 4–6                |
| 優勝   | 2.  | 1994年2月14日  | メンフィス           | ハード (室内)     | ブラッド・ギルバート     | 6–4, 7–5                          |
| 準優勝 | 6.  | 1994年5月2日   | アトランタ           | クレー            | マイケル・チャン         | 7–6(7–4), 6–7(4–7), 0–6           |
| 準優勝 | 7.  | 1994年5月9日   | パインハースト       | クレー            | ジャレッド・パーマー     | 4–6, 6–7(5–7)                     |
| 優勝   | 3.  | 1994年6月13日  | ロンドン             | 芝                | ピート・サンプラス       | 7–6(7–4), 7–6(7–4)                |
| 優勝   | 4.  | 1995年2月20日  | メンフィス           | ハード (室内)     | ポール・ハーフース       | 7–6(7–2), 6–4                     |
| 準優勝 | 8.  | 1995年12月18日 | ミュンヘン           | カーペット (室内) | ゴラン・イワニセビッチ   | 6–7(4–7), 3–6, 4–6                |
| 優勝   | 5.  | 1996年1月15日  | シドニー             | ハード            | ゴラン・イワニセビッチ   | 5–7, 6–3, 6–4                     |
| 準優勝 | 9.  | 1996年2月26日  | メンフィス           | ハード (室内)     | ピート・サンプラス       | 4–6, 6–7(2–7)                     |
| 準優勝 | 10. | 1996年11月11日 | ストックホルム       | ハード (室内)     | トーマス・エンクビスト   | 5–7, 4–6, 6–7(0–7)                |
| 優勝   | 6.  | 1998年4月20日  | バルセロナ           | クレー            | アルベルト・ベラサテギ   | 6–2, 1–6, 6–3, 6–2                |
| 優勝   | 7.  | 1998年11月16日 | ストックホルム       | ハード (室内)     | トーマス・ヨハンソン     | 6–3, 6–4, 6–4                     |
| 優勝   | 8.  | 1999年1月18日  | シドニー             | ハード            | アレックス・コレチャ     | 6–3, 7–6(7–5)                     |
| 準優勝 | 11. | 1999年4月11日  | エストリル           | クレー            | アルベルト・コスタ       | 6–7(4–7), 6–2, 3–6                |
| 準優勝 | 12. | 1999年9月12日  | 全米オープン         | ハード            | アンドレ・アガシ         | 4–6, 7–6(7–5), 7–6(7–2), 3–6, 2–6 |

### ダブルス: 10回 (5勝5敗)
| 結果   | No. | 決勝日         | 大会                 | サーフェス        | パートナー             | 対戦相手                                            | スコア        |
| ------ | --- | -------------- | -------------------- | ----------------- | ---------------------- | --------------------------------------------------- | ------------- |
| 準優勝 | 1.  | 1993年5月1日   | アトランタ           | クレー            | ジャレッド・パーマー   | ポール・アナコーン リッチー・レネバーグ             | 4–6, 6–7      |
| 優勝   | 1.  | 1993年5月9日   | タンパ               | クレー            | デリック・ロスターニョ | ケリー・ジョーンズ ジャレッド・パーマー             | 6–3, 6–4      |
| 優勝   | 2.  | 1993年8月22日  | インディアナポリス   | ハード            | スコット・デービス     | ケン・フラック リック・リーチ                       | 6–4, 6–4      |
| 優勝   | 3.  | 1995年4月23日  | バミューダ           | クレー            | グラント・コネル       | ブレット・スティーブン ジェイソン・ストルテンバーグ | 7–6, 2–6, 7–5 |
| 優勝   | 4.  | 1995年6月19日  | ロンドン             | 芝                | ピート・サンプラス     | ヤン・アペル ヨナス・ビョルクマン                   | 7–6, 6–4      |
| 準優勝 | 2.  | 1995年8月20日  | インディアナポリス   | ハード            | スコット・デービス     | マーク・ノールズ ダニエル・ネスター                 | 4–6, 4–6      |
| 準優勝 | 3.  | 1995年11月5日  | パリ                 | カーペット (室内) | ジム・グラブ           | グラント・コネル パトリック・ガルブレイス           | 2–6, 2–6      |
| 準優勝 | 4.  | 1996年11月10日 | ストックホルム       | ハード (室内)     | クリス・ウッドラフ     | パトリック・ガルブレイス ジョナサン・スターク       | 6–7, 4–6      |
| 準優勝 | 5.  | 1998年3月16日  | インディアンウェルズ | ハード            | リッチー・レネバーグ   | ヨナス・ビョルクマン パトリック・ラフター           | 4–6, 6–7      |
| 優勝   | 5.  | 2002年8月5日   | シンシナティ         | ハード            | ジェームズ・ブレーク   | マヘシュ・ブパシ マックス・ミルヌイ                 | 7–5, 6–3      |

## 4大大会シングルス成績
略語の説明
| W | F | SF | QF | #R | RR | Q# | LQ | A | Z# | PO | G | S | B | NMS | P | NH |

W=優勝, F=準優勝, SF=ベスト4, QF=ベスト8, #R=#回戦敗退, RR=ラウンドロビン敗退, Q#=予選#回戦敗退, LQ=予選敗退, A=大会不参加, Z#=デビスカップ/BJKカップ地域ゾーン, PO=デビスカップ/BJKカッププレーオフ, G=オリンピック金メダル, S=オリンピック銀メダル, B=オリンピック銅メダル, NMS=マスターズシリーズから降格, P=開催延期, NH=開催なし.
| 大会           | 1990 | 1991 | 1992 | 1993 | 1994 | 1995 | 1996 | 1997 | 1998 | 1999 | 2000 | 2001 | 2002 | 2003 | 2004 | 通算成績 |
| -------------- | ---- | ---- | ---- | ---- | ---- | ---- | ---- | ---- | ---- | ---- | ---- | ---- | ---- | ---- | ---- | -------- |
| 全豪オープン   | A    | A    | A    | 1R   | F    | 4R   | 3R   | A    | 2R   | QF   | 2R   | QF   | 3R   | A    | 3R   | 25–10    |
| 全仏オープン   | A    | 4R   | A    | 1R   | 3R   | 3R   | 3R   | A    | 1R   | A    | 1R   | 1R   | 2R   | 2R   | 1R   | 11–11    |
| ウィンブルドン | A    | A    | 2R   | QF   | SF   | 4R   | SF   | A    | 4R   | QF   | 2R   | 4R   | 2R   | 3R   | 2R   | 33–12    |
| 全米オープン   | 1R   | 3R   | 3R   | 3R   | SF   | 4R   | 3R   | 2R   | 2R   | F    | SF   | 2R   | 1R   | 4R   | 1R   | 33–15    |